# Shigar (Shingo)
Der Shigar, alternative Schreibweise: Shiggar, im oberen Flussabschnitt auch Bara Pani, ist ein 87 km langer linker Nebenfluss des Shingo, der später in den Oberlauf des Indus mündet. Der Shigar verläuft im westlichen Himalaya im pakistanischen Sonderterritorium Gilgit-Baltistan. Die Mündung in den Shingo befindet sich knapp 7 km von der Line of Control, der Waffenstillstandslinie zu Indien, entfernt.

## Verlauf
Das obere Einzugsgebiet des Shigar liegt zum Großteil innerhalb des Deosai-Nationalparks. Der Shigar ist eine Hauptattraktion des Schutzgebietes. Im Oberlauf durchquert der Shigar die Deosai-Hochfläche. Der Fluss entsteht auf einer Höhe von etwa 3900 m am Zusammenfluss von Tukziwai Lungma (links, 34 km) und Bugiwai Lungma (rechts, 17 km). Der Shigar fließt anfangs 4 km in Richtung Westsüdwest sowie weitere zwei Kilometer in Richtung Südsüdwest. Auf diesem Abschnitt fließen ihm von rechts die Flüsse Pialungwal Lung, Lamalungwai Lungma und Barwai Lungma zu. Die Nationalparkstraße (Deosai Park Road), die Teil der Fernstraße Skardu–Astore ist, verläuft unweit vom linken Flussufer des Shigar. Der Shigar fließt auf den folgenden 9 Kilometern nach Süden. Nach knapp einem Kilometer überquert (⊙) die Nationalparkstraße den Fluss und wendet sich nach Westen. Bei Flusskilometer 67 trifft der Kalapani von rechts auf den Shigar. Wenig später wendet sich der Shigar nach Südosten und durchschneidet auf seinem restlichen Lauf das Bergland. Die unteren 50 Kilometer des Flusslaufs liegen außerhalb des Nationalparks. Mehrere kleinere Siedlungen liegen am Unterlauf. 16 Kilometer oberhalb der Mündung trifft der Karapchu Nar, ein größerer linker Nebenfluss, auf den Shigar. Die Mündung in den Shingo liegt auf einer Höhe von 2881 m. 

## Einzugsgebiet
Der Shigar entwässert ein 1993 km² großes Gebiet. Das Einzugsgebiet ist in nur sehr geringem Maße vergletschert. Im Süden grenzt das Einzugsgebiet des Shigar an das des oberstrom gelegenen Shingo, im Westen an das des Das Khirim Gah, ein rechter Astor-Nebenfluss, im Norden an die Einzugsgebiete mehrerer kleinerer Indus-Zuflüsse wie den Shigarthang Lungma und den Satpara sowie im Osten an das Einzugsgebiet des Pohultukish Nar, ein linker Shingo-Nebenfluss.